# Saint-Sauveur-de-Cruzières
Pour les articles homonymes, voir Saint-Sauveur.
Saint-Sauveur-de-Cruzières est une commune française, située dans le département de l'Ardèche en région Auvergne-Rhône-Alpes.

## Géographie

### Situation et description
Saint-Sauveur-de-Cruzières se situe à l'extrémité sud-ouest de l'Ardèche. C'est la commune la plus au sud du département, à la limite du département du Gard. Rattachée à l'Ardèche, elle est située entre les villes gardoises de Saint-Ambroix et Barjac, distantes toutes deux de 8 km.
Avec sa voisine Saint-André-de-Cruzières, elle forme le pays de Cruzières.

### Géologie et relief
Saint-Sauveur-de-Cruzières se trouve au bord de la Claysse, un affluent de la Cèze qui à cet endroit traverse une cluse dans un petit massif urgonien qui s'étend de la Cèze à l'Ardèche entre Saint-Ambroix et Sampzon. Au sud-ouest de Saint-Sauveur-de-Cruzières, ce massif porte le nom de montagne d'Uzège. Son point culminant (451 m) est également celui de la commune. Au nord, se trouve le serre de Cruzières (394 m). La partie est de la commune s'étend dans la plaine de Barjac où l'altitude est d'environ 150 m.

### Climat
Pour des articles plus généraux, voir Climat d'Auvergne-Rhône-Alpes et Climat de l'Ardèche.
En 2010, le climat de la commune est de type climat méditerranéen franc, selon une étude du CNRS s'appuyant sur une série de données couvrant la période 1971-2000. En 2020, Météo-France publie une typologie des climats de la France métropolitaine dans laquelle la commune est exposée à un climat de montagne ou de marges de montagne et est dans la région climatique  Provence, Languedoc-Roussillon, caractérisée par une pluviométrie faible en été, un très bon ensoleillement (2 600 h/an), un été chaud (21,5 °C), un air très sec en été, sec en toutes saisons, des vents forts (fréquence de 40 à 50 % de vents > 5 m/s) et peu de brouillards. 
Pour la période 1971-2000, la température annuelle moyenne est de 13,3 °C, avec une amplitude thermique annuelle de 17,5 °C. Le cumul annuel moyen de précipitations est de 945 mm, avec 7,1 jours de précipitations en janvier et 3,7 jours en juillet. Pour la période 1991-2020, la température moyenne annuelle observée sur la station météorologique installée sur la commune est de 14,6 °C et le cumul annuel moyen de précipitations est de 1 004,0 mm,. Pour l'avenir, les paramètres climatiques de la commune estimés pour 2050 selon différents scénarios d'émission de gaz à effet de serre sont consultables sur un site dédié publié par Météo-France en novembre 2022.
| Mois                                  | jan.          | fév.          | mars           | avril         | mai          | juin         | jui.          | août          | sep.          | oct.          | nov.          | déc.          | année      |
| ------------------------------------- | ------------- | ------------- | -------------- | ------------- | ------------ | ------------ | ------------- | ------------- | ------------- | ------------- | ------------- | ------------- | ---------- |
| Température minimale moyenne (°C)     | 1,3           | 1,4           | 4,1            | 7,3           | 10,7         | 14,7         | 16,8          | 16,3          | 13            | 10            | 5,5           | 2             | 8,6        |
| Température moyenne (°C)              | 6             | 6,8           | 10,2           | 13,5          | 17,1         | 21,7         | 24,2          | 23,7          | 19,6          | 15,2          | 10,1          | 6,6           | 14,6       |
| Température maximale moyenne (°C)     | 10,7          | 12,2          | 16,3           | 19,7          | 23,4         | 28,7         | 31,5          | 31            | 26,1          | 20,4          | 14,7          | 11,2          | 20,5       |
| Record de froid (°C) date du record   | −7,9 12.01.10 | −9,9 05.02.12 | −11,4 02.03.05 | −1,6 05.04.19 | 1,8 01.05.04 | 7,3 05.06.01 | 8,7 11.07.07  | 8,7 22.08.07  | 3,5 27.09.10  | −2,4 30.10.12 | −7,1 18.11.07 | −9,8 30.12.05 | −11,4 2005 |
| Record de chaleur (°C) date du record | 21,8 28.01.02 | 23,9 27.02.19 | 27,1 21.03.02  | 30,8 29.04.05 | 35 29.05.01  | 43 28.06.19  | 40,1 26.07.06 | 42,3 12.08.03 | 36,2 04.09.16 | 32,1 02.10.11 | 24,2 15.11.15 | 20,7 04.12.13 | 43 2019    |
| Précipitations (mm)                   | 75,9          | 53,5          | 72             | 70,1          | 69,3         | 49,7         | 50,8          | 68,2          | 132,9         | 140,2         | 143,5         | 77,9          | 1 004      |

### Hydrographie
Le territoire communal est traversé par la Claysse, un affluent de rive gauche de la Cèze et donc un sous-affluent du Rhône.

### Lieux-dits, hameaux et écarts
Saint-Geniès, la Lauze, la Vabre, le Cros, la Coste

## Urbanisme

### Typologie
Au 1er janvier 2024, Saint-Sauveur-de-Cruzières est catégorisée commune rurale à habitat dispersé, selon la nouvelle grille communale de densité à 7 niveaux définie par l'Insee en 2022.
Elle est située hors unité urbaine et hors attraction des villes,.

### Occupation des sols
L'occupation des sols de la commune, telle qu'elle ressort de la base de données européenne d’occupation biophysique des sols Corine Land Cover (CLC), est marquée par l'importance des territoires agricoles (59,3 % en 2018), en diminution par rapport à 1990 (62,2 %). La répartition détaillée en 2018 est la suivante : 
zones agricoles hétérogènes (26,8 %), cultures permanentes (24,3 %), milieux à végétation arbustive et/ou herbacée (20,5 %), forêts (18,3 %), prairies (8,1 %), zones urbanisées (1,8 %), terres arables (0,1 %).
L'évolution de l’occupation des sols de la commune et de ses infrastructures peut être observée sur les différentes représentations cartographiques du territoire : la carte de Cassini (XVIIIe siècle), la carte d'état-major (1820-1866) et les cartes ou photos aériennes de l'IGN pour la période actuelle (1950 à aujourd'hui).

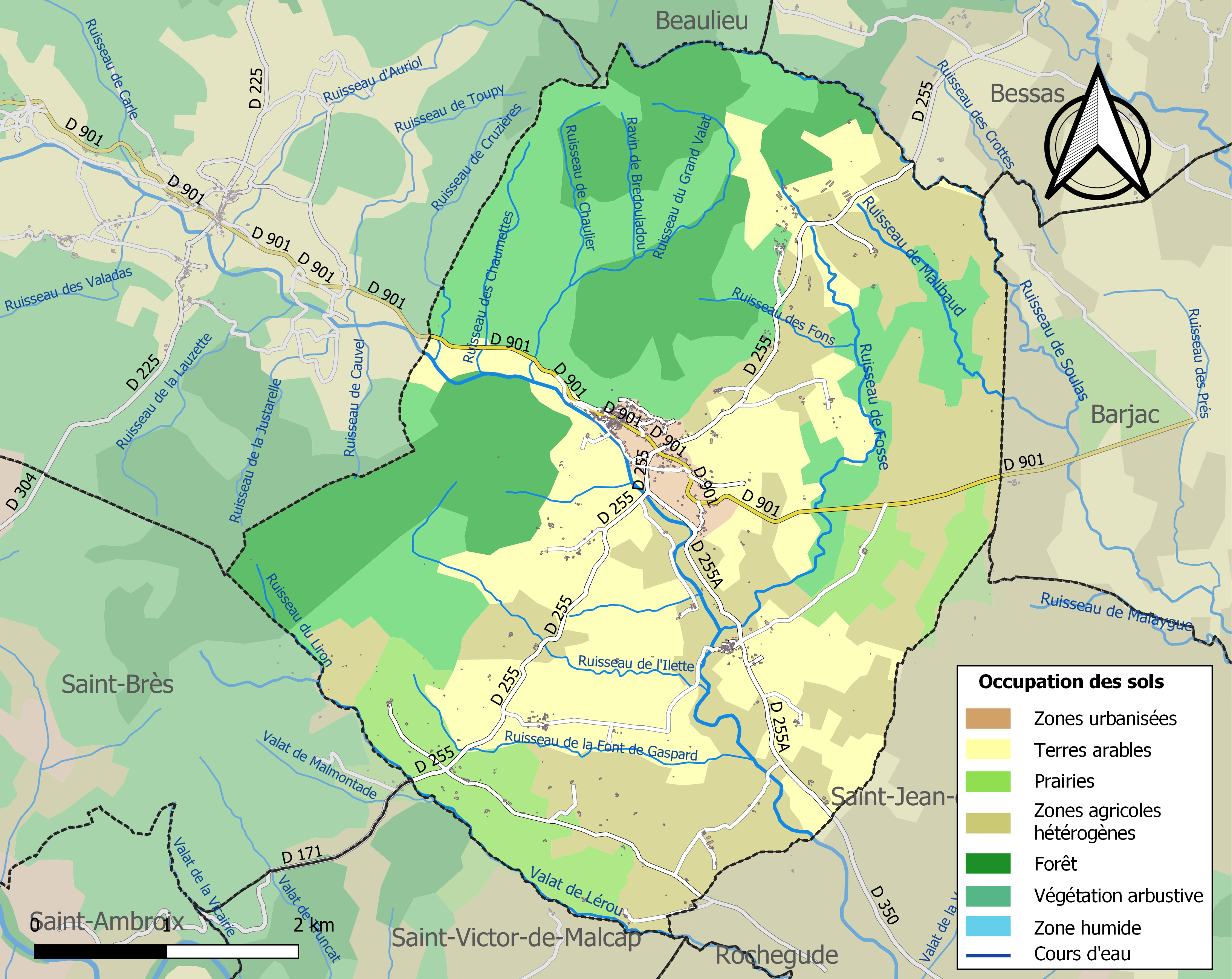
Carte des infrastructures et de l'occupation des sols de la commune en 2018 (CLC).

#### Risques sismiques
L'ensemble du territoire de la commune de Saint-Sauveur-de-Cruzières est situé en zone de sismicité no 3 (sur une échelle de 1 à 5), comme la plupart des communes situées dans la vallée du Rhône et la Basse Ardèche, mais non loin de la limite orientale de la zone no 2 qui correspond au plateau ardéchois.
| Type de zone | Niveau            | Définitions (bâtiment à risque normal) |
| ------------ | ----------------- | -------------------------------------- |
| Zone 3       | Sismicité modérée | accélération = 1,1 m/s2                |

## Histoire
Peu après la révolution de 1848, le conseil municipal vote une motion de soutien au nouveau gouvernement « afin d’assurer le bonheur de la France notre patrie ».

## Politique et administration

### Liste des maires
| Période                                  | Période                     | Identité              | Étiquette | Qualité    |
| ---------------------------------------- | --------------------------- | --------------------- | --------- | ---------- |
| Les données manquantes sont à compléter. |                             |                       |           |            |
| mars 2001                                | mars 2008                   | Christian Vezon       |           |            |
| mars 2008                                | En cours (au 24 avril 2014) | Christophe Champetier |           | Professeur |

## Population et société

### Démographie
L'évolution du nombre d'habitants est connue à travers les recensements de la population effectués dans la commune depuis 1793. Pour les communes de moins de 10 000 habitants, une enquête de recensement portant sur toute la population est réalisée tous les cinq ans, les populations de référence des années intermédiaires étant quant à elles estimées par interpolation ou extrapolation. Pour la commune, le premier recensement exhaustif entrant dans le cadre du nouveau dispositif a été réalisé en 2006.

En 2022, la commune comptait 566 habitants, en évolution de +6,79 % par rapport à 2016 (Ardèche : +2,48 %, France hors Mayotte : +2,11 %).
| 1793 | 1800 | 1806 | 1821 | 1831 | 1836 | 1841 | 1846  | 1851  |
| ---- | ---- | ---- | ---- | ---- | ---- | ---- | ----- | ----- |
| 602  | 639  | 704  | 573  | 792  | 918  | 962  | 1 066 | 1 092 |

| 1856  | 1861  | 1866  | 1872  | 1876 | 1881 | 1886 | 1891 | 1896 |
| ----- | ----- | ----- | ----- | ---- | ---- | ---- | ---- | ---- |
| 1 042 | 1 037 | 1 017 | 1 005 | 954  | 889  | 927  | 812  | 823  |

| 1901 | 1906 | 1911 | 1921 | 1926 | 1931 | 1936 | 1946 | 1954 |
| ---- | ---- | ---- | ---- | ---- | ---- | ---- | ---- | ---- |
| 751  | 704  | 693  | 561  | 598  | 565  | 539  | 494  | 475  |

| 1962 | 1968 | 1975 | 1982 | 1990 | 1999 | 2006 | 2011 | 2016 |
| ---- | ---- | ---- | ---- | ---- | ---- | ---- | ---- | ---- |
| 464  | 431  | 389  | 409  | 441  | 491  | 519  | 522  | 530  |

| 2021 | 2022 | - | - | - | - | - | - | - |
| ---- | ---- | - | - | - | - | - | - | - |
| 555  | 566  | - | - | - | - | - | - | - |

### Enseignement
La commune est rattachée à l'académie de Grenoble.

### Cultes
L'église (propriété de la commune) et la communauté catholique de Saint-Sauveur-de-Cruzières sont rattachées à la paroisse Saints Pierre et Paul de Païolive, elle-même rattachée au diocèse de Viviers.

## Culture locale et patrimoine

### Lieux et monuments
- Le Castellas, ancien château au Moyen Âge qui fut presque entièrement détruit à cette époque. Actuellement il ne reste plus que des ruines situées sur le haut d'une colline. En 1260, il avait pour seigneur Guillaume de Châteauneuf[21].
- La chapelle de Saint-Privas qui offre une vue imprenable sur le village.
- Église Saint-Sauveur de Saint-Sauveur-de-Cruzières.
- Chapelle Saint-Geniès de Saint-Sauveur-de-Cruzières.

### Zones naturelles protégées
- Le secteur du marais de Malibaud depuis la commune de Bessas est classé zone naturelle d'intérêt écologique, faunistique et floristique de type 1, sur une surface de 1 287 hectares.

### Personnalités liées à la commune
- Chantal Brel (fille ainée de Jacques Brel), née le 6 décembre 1951 et décédée le 4 janvier 1999, y a résidé une vingtaine d'années[22].